# Lijst van voetbalinterlands Malediven - Palestina
Deze lijst van voetbalinterlands is een overzicht van alle officiële voetbalinterlands tussen de nationale teams van de Malediven en Palestina. De landen hebben tot nu toe vier keer tegen elkaar gespeeld. De eerste ontmoeting was een groepswedstrijd tijdens de AFC Challenge Cup 2012 op 12 maart 2012 in Kathmandu (Nepal). Het laatste duel, een kwalificatiewedstrijd voor de Azië Cup 2019, werd gespeeld in Ar-Ram op 14 november 2017.

## Wedstrijden
| № | Plaats    | Datum            | Competitie                 | Wedstrijd             | Uitslag |
| - | --------- | ---------------- | -------------------------- | --------------------- | ------- |
| 1 | Kathmandu | 12 maart 2012    | AFC Challenge Cup 2012     | Malediven − Palestina | 0 − 2   |
| 2 | Malé      | 23 mei 2014      | AFC Challenge Cup 2014     | Malediven − Palestina | 0 − 0   |
| 3 | Malé      | 28 maart 2017    | Azië Cup 2019 kwalificatie | Malediven − Palestina | 0 − 3   |
| 4 | Ar-Ram    | 14 november 2017 | Azië Cup 2019 kwalificatie | Palestina − Malediven | 8 − 1   |

## Samenvatting
| Competitie            | Totaal gespeeld | Winst Malediven | Gelijk | Winst Palestina | Doelsaldo Malediven – Palestina |
| --------------------- | --------------- | --------------- | ------ | --------------- | ------------------------------- |
| Azië Cup-kwalificatie | 2               | 0               | 0      | 2               | 1 − 11                          |
| AFC Challenge Cup     | 2               | 0               | 1      | 1               | 0 − 2                           |
| Totaal                | 4               | 0               | 1      | 3               | 1 − 13                          |

FAM · A-internationals · Maldivisch vrouwenelftal
1980 - 1989 · 
1990 - 1999 · 
2000 – 2009 · 
2010 – 2019 ·
2020 − 2029
Afghanistan ·
Bahrein ·
Bangladesh ·
Bhutan ·
Brunei ·
Cambodja ·
China ·
Comoren ·
Filipijnen ·
Guam ·
Hongkong ·
India ·
Indonesië ·
Iran ·
Jemen ·
Kirgizië ·
Laos ·
Libanon ·
Maleisië ·
Mauritius ·
Mongolië ·
Myanmar ·
Nepal ·
Oezbekistan ·
Oman ·
Pakistan ·
Palestina ·
Qatar ·
Seychellen ·
Singapore ·
Sri Lanka ·
Syrië ·
Tadzjikistan ·
Thailand ·
Turkmenistan ·
Vietnam ·
Zuid-Korea
PFF · 
Bondscoaches · 
A-internationals · 
Palestijns vrouwenelftal
1953 – 1959 ·
1960 – 1969 ·
1970 – 1979 ·
1980 – 1989 ·
1990 – 1999 ·
2000 – 2009 ·
2010 – 2019 ·
2020 − 2029
Afghanistan ·
Australië ·
Azerbeidzjan ·
Bahrein ·
Bangladesh ·
Bhutan ·
Burundi ·
Cambodja ·
Chili · 
China ·
Comoren ·
Egypte ·
Filipijnen ·
Griekenland ·
Guam ·
Hongkong ·
India ·
Indonesië ·
Irak ·
Iran ·
Japan ·
Jemen ·
Jordanië ·
Kazachstan ·
Kirgizië ·
Koeweit ·
Libanon ·
Libië ·
Malediven ·
Maleisië ·
Marokko ·
Mauritanië ·
Mongolië ·
Myanmar ·
Nepal ·
Noord-Korea ·
Oezbekistan ·
Oman ·
Oost-Timor ·
Pakistan ·
Qatar ·
Saoedi-Arabië ·
Seychellen ·
Singapore ·
Soedan ·
Sri Lanka ·
Syrië ·
Tadzjikistan ·
Taiwan ·
Tanzania ·
Thailand · 
Turkmenistan ·
Verenigde Arabische Emiraten ·
Vietnam ·
Zuid-Korea